# Edward Szczepanik
Edward Franciszek Szczepanik (22. srpna 1915, Suwałki – 11. října 2005, Worcestershire) byl polský ekonom, v letech 1986 až 1990 poslední předseda polské exilové vlády.

## Život
Vystudoval ekonomii na Varšavské ekonomické škole, na Fakultě politické ekonomie pod vedením profesora Edwarda Lipińského. Absolvoval v roce 1936. V témže roce se dobrovolně přihlásil na roční dobrovolnou vojenskou službu. Absolvoval kurz na kadetní škole dělostřelectva. Po ukončení vojenské služby získal stipendium na London School of Economics, kde pak studoval u Lionela Robbinse, Friedricha von Hayeka a Paula Rosensteina-Rodana. Po návratu se stal asistentem na Fakultě politické ekonomie Varšavské ekonomické školy. Po agresi Německa a Sovětského svazu proti Polsku byl internován v Litvě, po okupaci Litvy Rudou armádou byl zatčen sovětskou tajnou policií NKVD. Jeho bratr byl zavražděn Němci. V letech 1940 až 1942 byl vězněm v sovětských koncentračních táborech v Kozielsku a na poloostrově Kola. Po svém propuštění v důsledku vypuknutí německo-sovětské války a dohody Sikorski-Majski vstoupil do Andersovy armády. Jako důstojník sloužil u 5. pěšího pluku a později v hodnosti poručíka u dělostřeleckého velitelství 2. polského sboru. Zúčastnil se bojů u Monte Cassina, Ancony a Boloni a byl jedním z prvních vojáků sboru, kteří vstoupili do Boloně. Sloužil také jako styčný důstojník v britském Královském dělostřeleckém výcvikovém oddílu. Po roce 1945 zůstal v zahraničí, nejprve v Itálii, poté v Británii. 29. června 1946 se v Římě oženil s Hannou Marií Janikowskou, dcerou diplomata a etruskologa Stanisława Janikowského. Měli spolu čtyři děti: Barbaru, Tadeusze, Žofii a Tomasze, všechny narozené v Londýně, kde Edward dokončil studia. V roce 1953 získal magisterský titul v oboru ekonomie na London School of Economics a roku 1956 doktorát. Poté pracoval mj. pro OSN, působil v Hongkongu či Thajsku. V letech 1963 až 1977 působil jako zástupce polské exilové vlády ve Vatikánu. Byl členem Polské vědecké společnosti v zahraničí a v letech 1981–2003 byl jejím prezidentem. V letech 1981 až 1986 byl ministrem vnitra a místopředsedou polské exilové vlády. 7. dubna 1986 byl zvolen do čela této vlády, ovšem již v době, kdy bylo jasné, že po eventuálním pádu komunismu bude hrát v Polsku klíčovou roli místní opozice, nikoli exilová reprezentace. Tuto strategii zastával exilový prezident Ryszard Kaczorowski a Szczepanik ji podporoval. Když Kaczorowski roku 1990 předal slavnostně insignie exilové vlády nově zvolenému prezidentu Walesovi, Szczepanikova funkce zanikla. Do Polska se ani natrvalo nevrátil a nehrál v životě nové republiky žádnou roli. Zemřel v Británii. Po jeho smrti bylo jeho tělo zpopelněno a jeho popel byl rozdělen do dvou uren. Jedna byla uložena na hřbitově v jeho rodišti Suwałki, druhá zůstala v Anglii.